# 張典
張典（？—？），清朝政治人物。江西清江縣人。
張典為舉人出身。嘉慶二十五年（1820年）十一月，出任湖南永順府龍山縣知縣。